# Carlos Tenorio
Carlos Vicente Tenorio Medina (Esmeraldas, 14 de Maio de 1979) é um ex- futebolista equatoriano que joga como atacante. Atualmente está aposentado.

## Carreira
Começou sua carreira na LDU e chamou atenção logo nos primeiros anos. Então, ele foi para a Al-Nassr, onde foi o artilheiro com 15 gols em 16 jogos, no entanto, é no Al Sadd, onde ele teve mais sucesso, sendo o segundo maior goleador atrás Gabriel Batistuta, em 2004, conquistando o título da liga.
Ele marcou 10 gols em um jogo pela Copa Sheikh Jassem do Qatar contra o time Meather, uma equipe da segunda divisão da liga, em que Al Sadd ganhou 21 x 0 em 26 de agosto de 2006.
Na janela de transferências de 2006, Tenório estava sendo disputado para defender o Siena, da Itália, e o Lille, da França. Embora estes dois clubes tenham oferecido boas propostas, o clube asiático se recusou a vendê-lo.
Por um longo tempo, Tenorio quis um afastamento do clube do Qatar com base semelhante com o companheiro Khalifa Ayil que foi premiado com uma mudança para um clube egípcio após uma série de clubes estrangeiros demonstrarem interesse em torno do jogador.
Em junho de 2009, Tenorio se transferiu-se para os Emirados Árabes Unidos, para defender o Al-Nasr, que contratou também o atacante Guineense Ismaël Bangoura, Tenorio e Bangoura formaram a melhor dupla de atacantes do campeonato.

### Vasco da Gama
Em 14 de janeiro de 2012, foi oficializada sua contratação pelo Vasco da Gama, assinando contrato por dois anos.
Estreou na derrota por 2x1 para o Nacional, do Uruguai, pela Copa Libertadores da América. Em seguida, estreou no Campeonato Carioca no empate em 2x2 contra o Bonsucesso. No dia 3 de março, contra o Olaria, marcou seu primeiro gol com a camisa cruzmaltina na vitória por 2x0. Mas o que era só alegria, virou tristeza: Tenório rompeu o tendão de Aquiles e ficou 5 meses sem jogar futebol. Retornou no dia 5 de Agosto, ficando no banco de reservas na partida contra o Corinthians.
No dia 8 de Agosto, marcou seu primeiro gol após retornar aos gramados contra o Sport Recife, num lance em que driblou o goleiro e mais um zagueiro, decretando a vitória vascaína por 2 a 0. Depois de poucos jogos após a volta de sua lesão, Tenório conquistou a torcida devido a sua entrega em campo, isso aliando a sua técnica.

## Títulos
Seleção Equatoriana
- Copa Desafío Latino 2007

LDU
- Serie B: 2001
- Campeonato Equatoriano de Futebol: 2003

Al-Sadd
- Qatar Stars League: 2004, 2006, 2007
- Copa do Emir: 2005, 2007
- Copa do Sheik: 2006
- Copa do Príncipe: 2006, 2007, 2008

### Prêmios Individuais
- Artilheiro do Campeonato da Arábia Saudita: 2003 (15 gols)
- Artilheiro da Campeonato do Qatar: 2006 (21 gols)